# Округа ЮАР
Округа́ Южно-Африка́нской Респу́блики (англ. Municipalities of South Africa) относятся к более низкому, чем провинции, уровню административно-территориального деления. Они образуют самый низкий самоуправляемый уровень административно-территориального деления, и функционируют на основании Главы 7 Конституции ЮАР, а также принятых после введения Конституции в действие парламентских актов.

## Виды округов ЮАР
В соответствии с Конституцией ЮАР, округа (Municipalities) ЮАР делятся на три категории: A, B и С.

### Городские округа
Городской округ («муниципалитет категории А») — это большая территория, которая окружает город или урбанизированный район.
В настоящее время в ЮАР имеется шесть городских округов.

### Районы и местные муниципалитеты
Территории, состоящие преимущественно из сельской местности, делятся на районы («муниципалитеты категории C»). Районы являются основной единицей административно-территориального деления провинций ЮАР. В свою очередь районы делятся на местные муниципалитеты («муниципалитеты категории B»).

## Уровни окружного деления

### Окружной уровень
Районы и городские округа образуют второй уровень административно-территориального деления ЮАР, следующий за провинциальным. Вся территория ЮАР делится на 6 городских округов и 46 районов.

### Местный уровень
Местные муниципалитеты, на которые делятся районы, образуют третий уровень административно-территориального деления ЮАР, следующий за окружным. Городские округа такого уровня деления не имеют, за одним исключением: для городского округа Йоханнесбург установлено деление на административные регионы.

### Избирательные округа
Самым низким уровнем деления избирательных регионов в Южно-Африканской республике являются избирательные округа. Городские округа и местные муниципалитеты делятся на избирательные округа.